# José Francisco Bustillo Murcia
José Francisco Bustillo Murcia (3 de junio de 1945) es un militar y político hondureño que se ha desempeñado en varias funciones de la administración pública.

## Carrera militar
José Francisco Bustillo Murcia, es graduado con honores de la VIII Promoción de fecha 3 de octubre de 1969, de la Academia Militar de Honduras General Francisco Morazán.
Se le considera una persona con influencias dentro del ámbito político y militar. Ha servido como agregado militar en muchos países, que incluyen Chile, Israel y España.
Después se desempeñó en la administración del presidente Rafael Leonardo Callejas como gerente general de Hondutel, luego director general de Población y Política Migratoria, comandante del primer Batallón de Infantería y como Auditor General de las Fuerzas Armadas de Honduras, para culminar su carrera militar en 1995 como Subjefe del Estado Mayor Conjunto, periodo en donde pasa a la honrosa situación de retiro. José Francisco Bustillo contrajo matrimonio con la Licenciada Reyna Cristina Pagoaga López (Q.D.D.G) con quien procreó 5 hijos.

## Carrera política
Tras su retirada del ejército, Bustillo se dedicó a la política, presentando su candidatura de diputado con el aspirante presidencial Elías Asfura en las elecciones primarias del 2001. Posteriormente contribuyó notablemente a la campaña política de Porfirio Lobo "Pepe" Porfirio Lobo Sosa, siendo coordinador de los departamentos de Atlántida y luego en Francisco Morazán. Después de la crisis constitucional del 28 de junio, fue nombrado como Director del Fosovi por el presidente Lobo Sosa, actualmente y mediante evaluación de desempeño, ha sido ratificado en el cargo por el abogado Juan Orlando Hernández Alvarado, actual presidente de la República.